# Piotr Maszyński

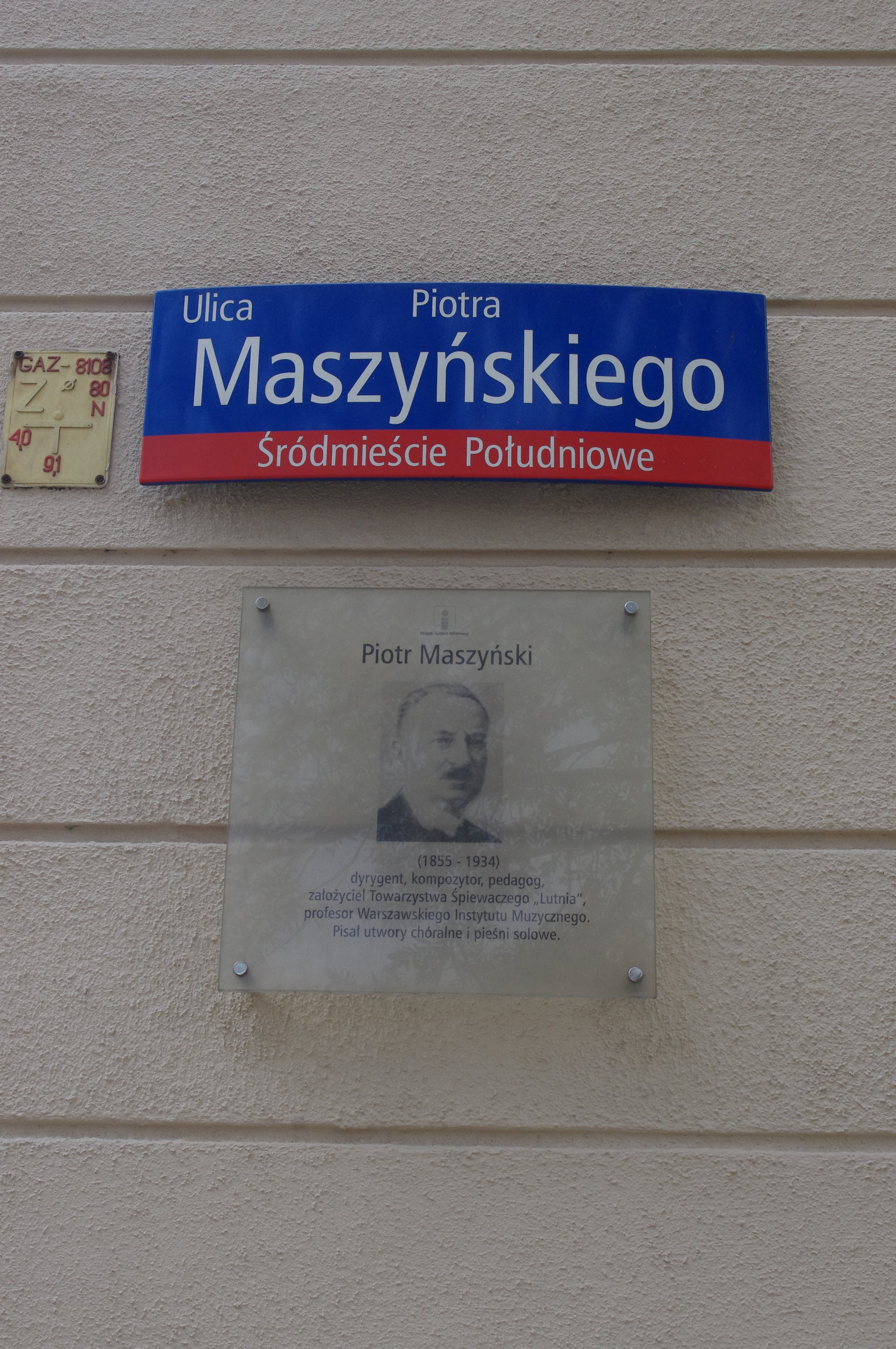
Ulica Piotra Maszyńskiego w Warszawie i upamiętniająca go tablica.

Piotr Maszyński (ur. 31 lipca 1855 w Warszawie, zm. 1 sierpnia 1934 tamże) – polski kompozytor, dyrygent (chórmistrz) i pedagog; a także tłumacz publikacji muzycznych z języka niemieckiego.

## Życiorys
Gry na fortepianie uczył się w klasie Aleksandra Michałowskiego, a harmonii u Gustawa Roguskiego w warszawskim Instytucie Muzycznym. W latach 1876–1880 studiował kompozycję pod kierunkiem Zygmunta Noskowskiego w Konstancji, w Szwajcarii (Noskowski piastował wtedy stanowisko dyrygenta chóru męskiego Towarzystwa Śpiewaczego „Bodan”). W latach 1878–1880 zaczynał również karierę dyrygenta, jako zastępca Noskowskiego.
Po powrocie do Polski związany był z Warszawskim Towarzystwem Muzycznym. Pełnił funkcję korepetytora chóru, a także prowadził klasę śpiewu chóralnego w szkole muzycznej działającej przy Towarzystwie. W latach 1884–1886 był sprawozdawcą muzycznym „Gazety Polskiej”.
Był założycielem i głównym prowadzącym Warszawskiego Towarzystwa Śpiewaczego „Lutnia”, powstałego w 1886 r. W ramach Towarzystwa powstały chóry męski i chór żeński, którym Maszyński kierował do końca życia. Pierwszy koncert zespołu miał miejsce 26 marca 1887 r., w warszawskiej Sali Resursy Obywatelskiej. W późniejszym okresie zespół występował w wielu miastach Polski, a także w Pradze w 1911 r. W pracy dyrygenckiej Maszyńskiemu pomagał Stanisław Niedzielski, a następnie Władysław Rzepko.
Dla zaspokojenia potrzeb rozwijającego się w Polsce ruchu chóralnego, doprowadził do publikacji w latach 1888–1905 sześciu zeszytów zawierających zbiory kompozycji chóralnych polskich i zagranicznych sygnowanych tytułem Lutnia.
Poza działalnością w „Lutni”, był wykładowcą Instytutu Muzycznego w Warszawie, gdzie prowadził zajęcia z gry na fortepianie (1892–1915), śpiewu chóralnego (1901–1929) oraz solfeż (1905–1915). W latach 1893–1915 piastował funkcję dyrygenta chóru w Katedrze św. Jana. W latach 1893–1895 i 1898–1901 pełnił funkcję kierownika Szkoły Chórów przy teatrach warszawskich, a od 1921 r. pełnił także funkcję kierownika artystycznego oraz dyrygenta w założonym przez siebie chórze mieszanym Akademickiego Koła Muzycznego.
2 maja 1924 został odznaczony Krzyżem Oficerskim Orderu Odrodzenia Polski „za zasługi, położone na polu pracy artystycznej”.
Napisał polski tekst kolędy pt. Cicha noc.
Członek honorowy 32 stowarzyszeń i instytucji muzycznych.
Pochowany na Starych Powązkach w Warszawie (23-III-25/26). W dzielnicy Śródmieście znajduje się ulica jego imienia.

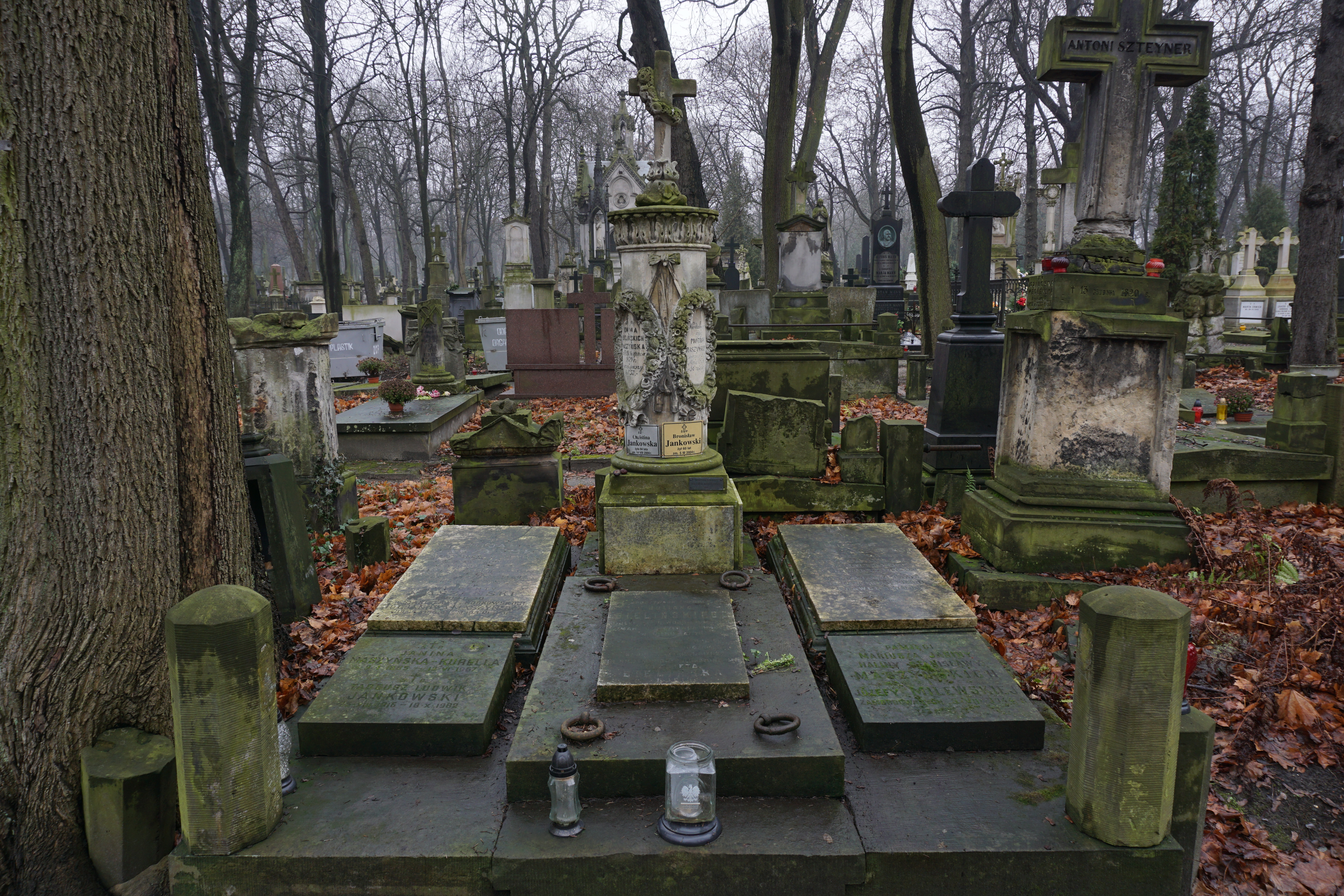
Grób Piotra Maszyńskiego na cmentarzu Powązkowskim

## Odznaczenia i nagrody
- Krzyż Oficerski Orderu Odrodzenia Polski (2 maja 1924)[1][2]
- Nagroda Ministra Wyznań Religijnych i Oświecenia Publicznego (1934)
- Nagroda m.st. Warszawy (1930)
- Tytuł honorowego profesora Konserwatorium Warszawskiego (1930)

## Publikacje
- Początki śpiewu. Podręcznik do nauki śpiewu zbiorowego (Warszawa, 1906)
- Ćwiczenia wstępne do nauki szkolnej śpiewu zbiorowego (Warszawa, 1916)
- Polski śpiewnik szkolny – 5 części (Warszawa, 1916–1928)